# Handianus flavovarius
Handianus flavovarius är en insektsart som beskrevs av Herrich-schaeffer 1835. Handianus flavovarius ingår i släktet Handianus och familjen dvärgstritar. Utöver nominatformen finns också underarten H. f. palescens.